# Śmierć Stalina (komiks)
Śmierć Stalina (tytuł oryginału: La Mort de Staline) – francuski komiks autorstwa Fabiena Nury'ego (scenariusz) i Thierry'ego Robina (rysunki), wydany w dwóch tomach w latach 2010–2012 nakładem wydawnictwa Dargaud. Po polsku Śmierć Stalina ukazała się w 2018 w albumie zbiorczym nakładem wydawnictwa Non Stop Comics.

## Fabuła
Śmierć Stalina to fabularyzowana opowieść o kulisach walki o władzę po śmierci Józefa Stalina, dyktatora Związku Radzieckiego, w 1953 roku. Głównymi adwersarzami są: Ławrientij Beria, Nikita Chruszczow i Wiaczesław Mołotow.

## Tomy
| Tom | Tytuł i rok wydania polskiego | Tytuł i rok wydania oryginalnego |
| --- | ----------------------------- | -------------------------------- |
| 1   | Agonia (2018)                 | Agonie (2010)                    |
| 2   | Pogrzeb (2018)                | Funérailles (2012)               |

## Ekranizacja
Na podstawie komiksu powstał brytyjsko-francusko-belgijski film fabularny Śmierć Stalina, który miał premierę w 2017.